# Дији
Дији (лат. Dii, стгрч.  [Díoi]) били су самостално трачко племе, познати као мачеваоци, који су живели у подножју планине Родопи у Тракији, а посебно на источној обали Нестоса, од извора до клисуре Нестос. Често су се придруживали организованим војскама као плаћеници или добровољци. Тукидид о њима говори да су они били најратоборнија пешадија у Ситалковој војсци.
Иако су се обично описивани као мачеваоци, поразили су тебанску коњицу користећи тактику пелтаста, тако да су свакако били вешти иу другим областима ратовања.